# Wagen (Einheit)
Der Wagen war eine Volumeneinheit im Herzogtum Nassau und eine Masseneinheit in verschiedenen deutschen Hüttenwerken.

## Kohlenmaß
Das Maß fand im Handel mit Holzkohle Anwendung.
- 1 Wagen = 10 Bütte = 200 Kubikwerkfuß, etwa 31 ¼ Kubikmeter

## Roheisenmaß
- Sayn, Siegen 1 Wagen = 16 Stalln = 2720 Pfund (Köln. ≈ 468 Gramm)
- Dillenburg, Löhnberg 1 Wagen = 16 Stalln = 2560 Pfund (Köln.)

## Erzmaß
- Bedingung: 1 Wagen = 3960 Pfund (Köln.) und Vergleich: 10 Wagen in Siegen = 9 Wagen in Sayn
- Sayn 1 Wagen = 24 Maß/Kübel = 3000 Pfund (Köln.) (auch 3840 bis 4800 Pfund möglich)